# Un señor mucamo
 Un señor mucamo  es una película argentina en blanco y negro dirigida por Enrique Santos Discépolo sobre su propio guion escrito en colaboración con Abel Santa Cruz que se estrenó el 11 de septiembre de 1940 y que tuvo como protagonistas a Ana Arneodo, Elsa del Campillo y Tito Lusiardo.

## Sinopsis
Para no depender económicamente de su padrastro un estudiante se emplea como mucamo y fingiendo ser un industrial se enamora de una lisiada.

## Reparto
- Salvador Arcella
- Ana Arneodo
- Armando Bo
- Carlos Casaravilla
- Elsa del Campillo ... Alicia "Queca"
- Armando Durán ... Toto
- Tito Lusiardo ...Jorge Peñalbert / Próspero
- Claudio Martino
- Osvaldo Miranda ... Alberto
- Choly Mur ... Martha
- Percival Murray
- Domingo Márquez ... Coco
- Eduardo Otero
- Casimiro Ros
- Eduardo Rudy ... Meneco

## Comentarios
Roland en su crónica dijo que el filme contenía un “asunto demasiado simple y una realización sin alardes” en tanto Calki opinó: “la factura técnica es excelente…y el espíritu simpático…como película es sumamente sencilla”.